# 6512 de Bergh
6512 de Bergh este un asteroid din centura principală de asteroizi.

## Descriere
6512 de Bergh este un asteroid din centura principală de asteroizi. A fost descoperit pe 21 septembrie 1987 la Stația Anderson Mesa de Edward L. G. Bowell. El prezintă o orbită caracterizată de o semiaxă mare de 2,57 ua, o excentricitate de 0,19 și o înclinație de 11,0° în raport cu ecliptica.